# Öjsberget
Öjsberget är ett naturreservat på östsidan av berget med detta namn i Malung-Sälens kommun i Dalarnas län.
Området är naturskyddat sedan 2017 och är 67 hektar stort. Reservatet består av granar, gamla tallar och lövträd. 